# Кличево
Кли́чево (рос. Клычево, чув. Шăнкас) — присілок у складі Чебоксарського району Чувашії, Росія. Входить до складу Абашевського сільського поселення.
Населення — 528 осіб (2010; 585 у 2002).
Національний склад:
- чуваші — 99 %